# Astrida Vicente
Astrida Vicente (6 de outubro de 1978) é uma basquetebolista profissional angolana.

## Carreira
Astrida Vicente integrou a Seleção Angolana de Basquetebol Feminino, em Londres 2012, que terminou na décima segunda colocação.